# NGC 1325
NGC 1325 é uma galáxia espiral barrada (SBbc) localizada na direcção da constelação de Eridanus. Possui uma declinação de -21° 32' 35" e uma ascensão recta de 3 horas, 24 minutos e 25,5 segundos.
A galáxia NGC 1325 foi descoberta em 19 de Dezembro de 1798 por William Herschel.